# Cliona caesia
Cliona caesia är en svampdjursart som först beskrevs av Schoenberg 2000.  Cliona caesia ingår i släktet Cliona och familjen borrsvampar. Inga underarter finns listade i Catalogue of Life.